# ザルツブルク帝国大管区

ザルツブルク帝国大管区
Reichsgau Salzburg (ドイツ語)

国の標語: Ein Volk, ein Reich, ein Führer（ドイツ語）
一つの民族、一つの国家、一人の総統国歌: Das Lied der Deutschen（ドイツ語）
世界に冠たるドイツ
党歌: Die Fahne hoch（ドイツ語）
旗を高く掲げよ

ナチス・ドイツの地図

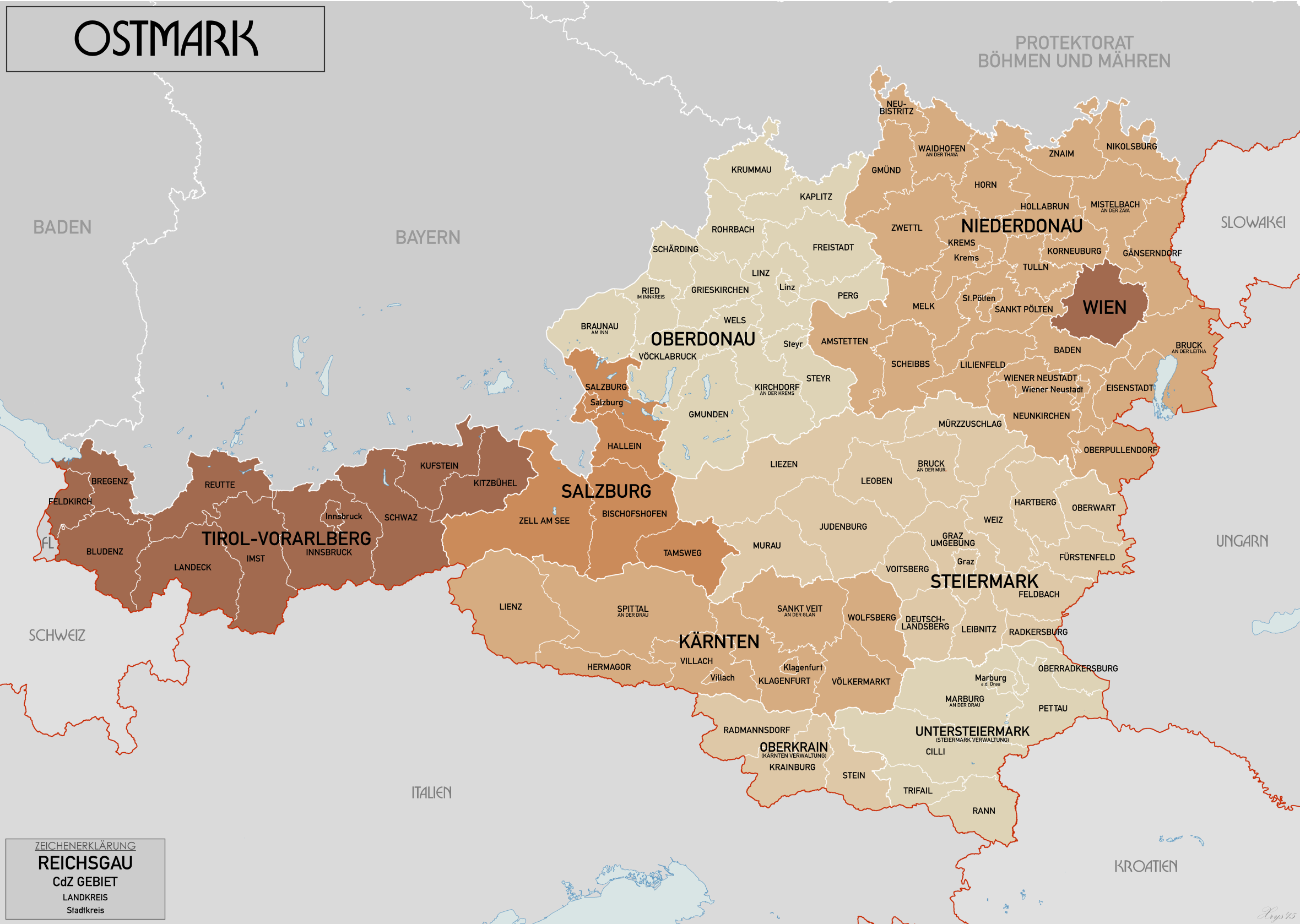
オストマルク帝国大管区群（1941年）：帝国大管区、地方および都市部

ザルツブルク帝国大管区（ドイツ語: Reichsgau Salzburg）は、1938年にアンシュルスによりドイツに併合されたオーストリアの領域にナチス・ドイツが置いた7つの帝国大管区の1つである。ザルツブルク州全土からなるなる。1939年に公布されたオストマルク法に基づいて設置され、1945年まで存続した。1939年から1942年まで、オーストリアの領域に置かれた7つの帝国大管区は総称してオストマルク帝国大管区群と呼ばれていたが、1942年にはさらにオーストリアの印象を薄めるべくドナウ＝アルプス帝国大管区群に改称された。

## 成立
1925年から、ナチ党はドイツ国およびオーストリアに党の地方組織として大管区を置いた。1933年にオーストリアでナチ党が非合法化されると、ナチ党そのものだけでなくその地方組織たる大管区も1938年まで非合法となった。この間、ザルツブルクの大管区指導者はアントン・ヴィンターシュタイガーが務めた。
1938年から1941年までフリードリヒ・ライナーがザルツブルク大管区の大管区指導者を務め、1941年から終戦まではグスタフ・アドルフ・シェールが国家代理官も兼任した。また、アントン・ヴィンターシュタイガーが大管区指導者代理を務めた。1938年まで州知事を務めていたフランツ・レアールは投獄された。
1938年3月12日にドイツ軍がオーストリアに進駐すると、ザルツブルクでは熱狂的に歓迎された。1938年4月30日にはSS隊員で教師・作家のカール・スプリンゲンシュミットがザルツブルクのレジデンツ広場で焚書を行った。オストマルク法により1939年5月1日付でザルツブルク大管区は帝国大管区に移行し、1945年まで存続した。文化面では、ヨーゼフ・ゲッベルスがザルツブルク音楽祭に干渉した。

## 行政単位
ザルツブルク帝国大管区は以下の行政単位に分かれていた。
- ザルツブルク市およびザルツブルク地区
- ビショフスホーフェン地区
- ハライン地区
- タムスヴェーク地区
- ツェル・アム・ゼー地区